# Marija Škaričić
Marija Škaričić (née le 6 août 1977 à Split, en Croatie) est une actrice croate.

## Biographie
Marija Škaričić a été formée à l'Académie d'art dramatique de Zagreb. 

## Filmographie

### Cinéma
- 2000 : Blagajnica hoce ici na more :
- 2002 : Ne dao Bog veceg zla :
- 2004 : 100 minuta slave : Cobanica
- 2004 : A Wonderful Night in Split : Maja
- 2004 : Druzba Isusova :
- 2004 : Nije bed :
- 2004 : Oprosti za kung fu :
- 2005 : Sto je muskarac bez brkova? : Ljubica
- 2006 : Fraulein : Ana
- 2007 : Kradljivac uspomena
- 2007 : Pravo cudo : la sœur
- 2008 : Iza stakla : Majina
- 2009 : Covjek ispod stola : Jasna
- 2009 : U zemlji cudesa : Strina
- 2009 : Zagrebacke price (segment Zuti mjesec) : Marija
- 2010 : Majka asfalta : Mare
- 2010 : Shahada : Leyla
- 2011 : Bella Biondina : Tonka
- 2011 : Fleke : la médecin
- 2012 : Cvjetni trg : Irena
- 2012 : Eastalgia : Aida
- 2013 : Bonté divine : Marija
- 2013 : Visoka modna napetost : Marija
- 2014 : La Vie d'une autre : la mère d'Eta
- 2020 : Mare d'Andrea Štaka : Mare

### Courts-métrages
- 2000 : Nista od satarasa
- 2000 : Pos'o je dobar, a para laka : (en tant que Mare Skaricic)
- 2010 : Zuti mjesec
- 2015 : Fantasticna
- 2017 : The Cleaning Lady

### Télévision

#### Séries télévisées
- 2002 : Novo doba : Voditeljica komune
- 2005-2006 : Bumerang : Irena
- 2007 : Operacija Kajman : Tonkica
- 2008 : Bitange i princeze : Trudnica
- 2008 : Mamutica : Suzana
- 2009 : Odmori se, zasluzio si : Lucija
- 2011-2012 : Provodi i sprovodi : Nicky Valentina
- 2015-2016 : Horvatovi : Nikolina Hohnjec
- 2017 : Gomorra : Branka

#### Téléfilms
- 2001 : Ajmo zuti : Krunina kolegica
- 2005 : Mrtvi kutovi : Lea
- 2006 : Najveca pogreska Alberta Einsteina : Andreja

## Récompense
- Festival du film de Sarajevo 2020 : Cœur de Sarajevo de la meilleure actrice pour son rôle dans Mare[1].